# Nikola Michow (Hammerwerfer)
Nikola Michow (bulgarisch Никола Михов, engl. Transkription Nikola Mihov; * 28. Oktober 1998) ist ein bulgarischer Leichtathlet, der sich auf den Hammerwurf spezialisiert hat.

## Sportliche Laufbahn
Erste internationale Erfahrungen sammelte Nikola Michow im Jahr 2018, als er bei den Balkan-Meisterschaften im heimischen Stara Sagora mit einer Weite von 60,91 m den sechsten Platz belegte. Im Jahr darauf schied er bei den U23-Europameisterschaften in Gävle mit 61,51 m in der Qualifikationsrunde aus und 2020 gelangte er bei den Balkan-Meisterschaften in Cluj-Napoca mit 64,03 m auf den sechsten Platz. 2021 wurde er dann bei den Balkan-Meisterschaften in Smederevo mit 63,80 m Siebter und im Jahr darauf gelangte er bei den Balkan-Meisterschaften in Craiova mit 64,55 m auf den elften Platz. 2025 belegte er bei den Balkan-Meisterschaften in Volos mit 66,42 m den neunten Platz.
In den Jahren 2018, 2021 und 2022 wurde Michow bulgarischer Meister im Hammerwurf.